# Pointe Pasquereau
La pointe Pasquereau est un cap de Guadeloupe.

## Géographie
Il forme avec la pointe de la Grande Rivière la baie du Lamentin.
L'ensemble de la zone est classé au Conservatoire du Littoral depuis 2003 dans la catégorie IV : Aire de gestion des habitats ou des espèces.